# Вулиці гріха
«Вулиці гріха» — кінофільм режисера Джона Бевілакуа, що вийшов на екрани в 2005 році.

## Зміст
Руссо багато років вибивав гроші у боржників свого боса. Та вік вже не годиться до бездумного розмахування бейсбольною битою і виконання чужих наказів. Тоді наш герой вирішує втекти з останньою партією отриманих нечесним шляхом грошей. Та йому, як нікому іншому, варто б пам'ятати про те, настільки довгі руки у мафії.

## Ролі
| Актор             | Роль |
| ----------------- | ---- |
| Деніел Болдуін    | -    |
| Джеймс Олівер     | -    |
| Брі Майкл Ворнер  | -    |
| Кеннет Шварц      | -    |
| Адам Біттерман    | -    |
| Армандо Кантина   | -    |
| Еді Діарінг       | -    |
| Кай Еванс         | -    |
| «Біг» Лерой Моблі | -    |
| Майкл Осборн      | -    |

## Знімальна група
- Режисер — Джон Бевілакуа
- Сценарист — Майкл Р. Морріс, Джон Бевілакуа
- Продюсер — Гіларі Сікс, Джон Бевілакуа, Віллі Джеймс Гантер мол.
- Композитор — Mark Daniel Dunnett